# Кедровое эфирное масло
Кедровое масло — условное обобщённое название большой группы эфирных масел, которые извлекают из древесины и хвои различных видов кедра, туи и можжевельника.
Кедровым маслом нередко называют жирное масло, применяемое в качестве пищевого продукта, а также в микроскопии. Причём название кедровое жирное масло используют чаще всего по отношению к жирному маслу сосны сибирской.

## Разновидности «кедровых эфирных масел»
В настоящее время объектами торговли являются эфирные масла, которые носят название «кедровых», но вырабатываются из древесины различных по ботанической классификации растений. В их числе:
из семейства сосновых (Pinaceae):
- кедр атласский (Cedrus atlantica)
- кедр гималайский (Cedrus deodara)

из семейства кипарисовых (Cupressaceae):
- можжевельник виргинский (Juniperus virginiana)
- можжевельник мексиканский (Juniperus ashei)
- можжевельник стройный, или восточно-африканский (Juniperus procera)
- кипарис плакучий, или траурный (Cupressus funebris)

В США кедровое эфирное масло извлекают из древесины и хвои Juniperus compacta (Martínez) R.P.Adams [syn.  Juniperus mexicana Schiede] и Juniperus virginiana L.
Наиболее широко применяют «вирджинийское кедровое масло» из древесины можжевельника виргинского (Juniperus virginiana), в меньших количествах «техасское кедровое масло» из древесины можжевельника мексиканского (Juniperus ashei).

### Вирджинийское кедровое масло
Вирджинийское (виргинское) кедровое масло — светло-жёлтая или светло-коричневая вязкая жидкость, обладающая характерным запахом древесины кедра. При комнатной температуре частично застывает.
| {\displaystyle {\mbox{d}}_{25}^{25}} | {\displaystyle [{\mbox{n}}]_{\mbox{D}}^{20}} | {\displaystyle [\alpha ]_{\mbox{D}}^{20}} | Кислотное число | Эфирное число | ЛД50, г/кг                                |
| ------------------------------------ | -------------------------------------------- | ----------------------------------------- | --------------- | ------------- | ----------------------------------------- |
| 0,939 ÷ 0,958                        | 1,502 ÷ 1,510                                | -22,5 ÷ -45                               | не выше 2       | 13 ÷ 35       | > 5 крысы (перорально), кролики (накожно) |

Растворимо в этаноле (1:0,5÷5 в 95%-м); нерастворимо в воде.

#### Состав и сорта
В состав масла входят (+)-цедрол (20—40 %), цедрен, цедренол, туйопсен и другие компоненты.

#### Получение
Получают из измельчённой древесины путём отгонки с паром, выход масла 1 — 3 %.
Основной производитель — США.

### Техасское кедровое масло
Названия: англ. Oil of Cedarwood Texas, фр. essence de cedre de Texas, нем. Texas-Cedrenol.

## Применение
Применяют как компонент отдушек для мыла и изделий бытовой химии, реже — как компонент парфюмерных композиций, но главным образом для выделения цедрола и цедрена, использующихся при получении душистых веществ.
В руководствах по ароматерапии сообщается о целебных свойствах эфирных масел виргинского кедра (англ. Oil of Cedarwood, лат. oleum ligni cedri) и атласского кедра (англ. Oil of Cedarwood Atlas).